# A6 (motorväg, Grekland)
A6 är en motorväg i Grekland som går mellan Elefsina och Markopoulo.